# Гювеч

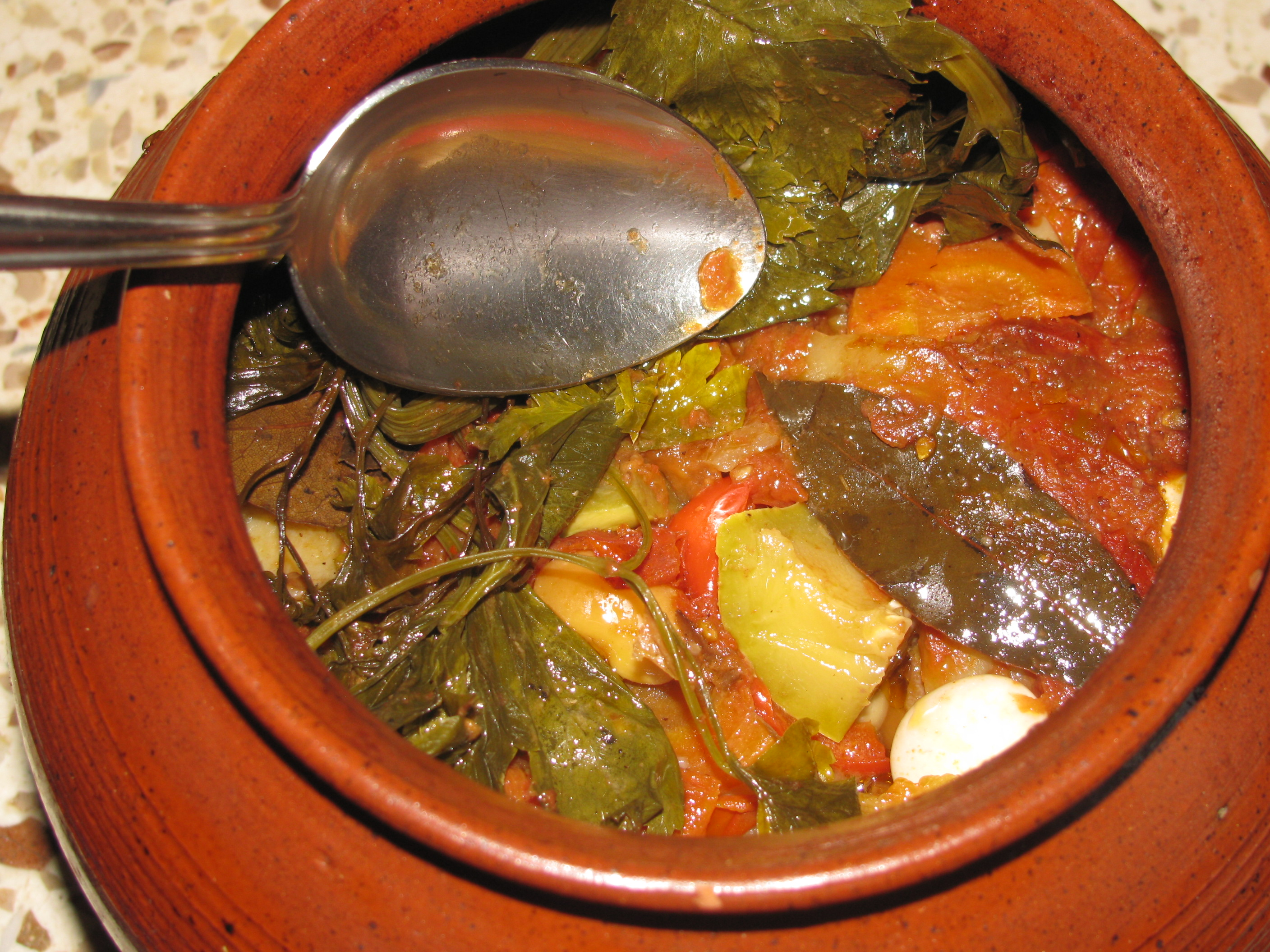
Гювеч

Гювеч — традиційна страва на кшталт рагу у старовинній болгарській національній кухні, запозичена зі східної кухні.
Назва походить від назви посуду, в якому готують страву, — глиняні «гювечі» у формі зрізаного конуса або подовженої форми. Страва готується (запікається) в духовці.

## Види гювечів
Готують гювеч із м'яса та овочів. Для них беруть товсті м'ясні частини молодих тварин (баранина, телятина, яловичина, свинина) передньої частини або шиї. Основні складові це — овочі, рис, жири і приправи.

## Способи приготування
1. із попереднім обсмажуванням.
Нарізане шматочками м'ясо обсмажити у власному жирі до золотавого кольору. Прибрати м'ясо і в цій же рідині спасерувати подрібнену ріпчасту цибулю. До цибулі додати томат-пасту (або подрібнені свіжі помідори) і паприку. Повернути м'ясо до пательні, посолити, залити теплою водою або бульйоном і залишити тушити на маленькому вогні. Коли м'ясо буде наполовину готове, послідовно до нього додають овочі, починаючи з тих, що вимагають тривалішої теплової обробки. Гювеч буде смачніший, якщо овочі заздалегідь обсмажити і додати в страву всі разом. Додають помідори (після всіх овочів), і гювеч запікається в духовці, поки не випарується вся рідина.
В кінці посипається подрібненою зеленню петрушки. Якщо в гювеч додають рис, то замість паприки додається мелений чорний перець.
2. Попереднє легке обсмажування м'яса з подрібненою цибулею і томатною пастою, одночасним додаванням решти продуктів (сирими) і запіканням страви в духовці.

## Як подавати
Для приготування пісних гювечів відповіднішими є рослинні жири і вершкове масло. Ці гювечі можна подавати теплими або холодними. У минулому гювечі споживались просто із глиняних посудин, у яких готувались, оскільки, крім іншого, в них довший час утримувалось тепло. Пізніше замість глиняних гювечів страву почали готувати у металевому посуді.